# İzmir
İzmir, còn được gọi là Smyrna, là thành phố đông dân thứ ba của Thổ Nhĩ Kỳ, là thành phố cảng lớn thứ nhì sau Istanbul. Thành phố nằm ở phía đông Anatolia bên bờ Aegean, ở khu vực rìa của vịnh İzmir, bên Biển Aegea.

## Tổng quan

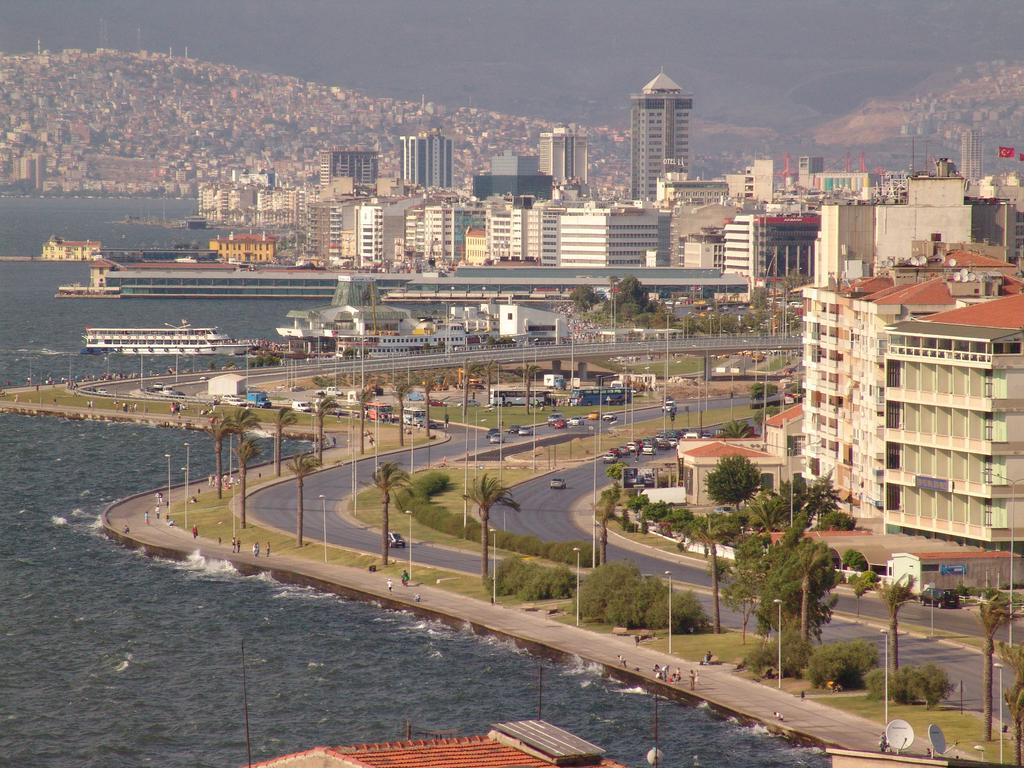

Thành phố có ranh giới giáp với các tỉnh và thành phố Balıkesir về phía bắc bắc, Manisa về phía đông, Aydın về phía nam. Các sông chính chảy qua thành phố có Küçük Menderes Nehri, Koca Çay (với đập Güzelhisar), và Bakır Çay.
İzmir có gần 3500 lịch sử đô thị. Cảng ở đây được tư hữu hóa năm 2007 . Đây là một thành phố kết nghĩa của Đà Nẵng, Việt Nam

## Hành chính

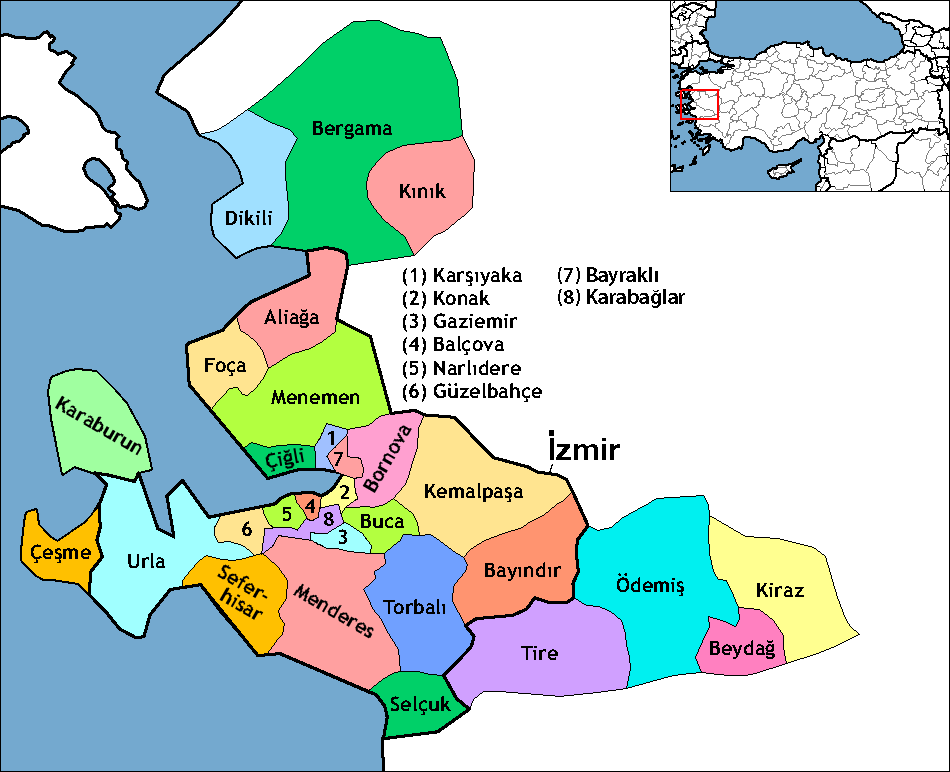
Bản đồ hành chính của thành phố İzmir

Trước năm 2012, thành phố được phân loại là một tỉnh (il) của Thổ Nhĩ Kỳ, với thành phố tỉnh lỵ (merkez ilçesi) là Konak. Năm 1984, đô thị tự quản (büyük şehir) İzmir gồm 9 huyện (Balçova, Bornova, Buca, Çiğli, Gaziemir, Güzelbahçe, Karşıyaka, Konak, và Narlıdere) được thành lập. Tổng diện tích 9 huyện là 855 km². Tổng dân số của đô thị này cuối năm 2007 là 2.649.582 người. Trong đó, 2.606.294 người sống ở trung tâm Izmir. Năm 2012, Thổ Nhĩ Kỳ thông qua luật công nhận các tỉnh có dân số trên 750.000 người là những thành phố tự trị (büyükşehir belediyeleri). Với luật này, vùng đô thị İzmir được giải thể, thành phố Izmir được phân chia lại thành 30 đơn vị huyện hành chính gồm:
| - Aliağa - Balçova - Bayındır - Bayraklı - Bergama - Beydağ - Bornova - Buca - Çeşme - Çiğli - Dikili - Foça - Gaziemir - Güzelbahçe - Karabağlar | - Karaburun - Karşıyaka - Kemalpaşa - Kınık - Kiraz - Konak - Menderes - Menemen - Narlidere - Ödemiş - Seferihisar - Selçuk - Tire - Torbalı - Urla |

## Khí hậu
| Dữ liệu khí hậu của İzmir (1954–2013)    | Dữ liệu khí hậu của İzmir (1954–2013) | Dữ liệu khí hậu của İzmir (1954–2013) | Dữ liệu khí hậu của İzmir (1954–2013) | Dữ liệu khí hậu của İzmir (1954–2013) | Dữ liệu khí hậu của İzmir (1954–2013) | Dữ liệu khí hậu của İzmir (1954–2013) | Dữ liệu khí hậu của İzmir (1954–2013) | Dữ liệu khí hậu của İzmir (1954–2013) | Dữ liệu khí hậu của İzmir (1954–2013) | Dữ liệu khí hậu của İzmir (1954–2013) | Dữ liệu khí hậu của İzmir (1954–2013) | Dữ liệu khí hậu của İzmir (1954–2013) | Dữ liệu khí hậu của İzmir (1954–2013) |
| Tháng                                    | 1                                     | 2                                     | 3                                     | 4                                     | 5                                     | 6                                     | 7                                     | 8                                     | 9                                     | 10                                    | 11                                    | 12                                    | Năm                                   |
| ---------------------------------------- | ------------------------------------- | ------------------------------------- | ------------------------------------- | ------------------------------------- | ------------------------------------- | ------------------------------------- | ------------------------------------- | ------------------------------------- | ------------------------------------- | ------------------------------------- | ------------------------------------- | ------------------------------------- | ------------------------------------- |
| Cao kỉ lục °C (°F)                       | 22.4 (72.3)                           | 23.8 (74.8)                           | 30.5 (86.9)                           | 32.2 (90.0)                           | 37.5 (99.5)                           | 41.3 (106.3)                          | 42.6 (108.7)                          | 43.0 (109.4)                          | 40.1 (104.2)                          | 36.0 (96.8)                           | 30.3 (86.5)                           | 25.2 (77.4)                           | 43.0 (109.4)                          |
| Trung bình ngày tối đa °C (°F)           | 12.5 (54.5)                           | 13.5 (56.3)                           | 16.4 (61.5)                           | 20.8 (69.4)                           | 26.1 (79.0)                           | 30.8 (87.4)                           | 33.2 (91.8)                           | 32.8 (91.0)                           | 29.0 (84.2)                           | 24.0 (75.2)                           | 18.5 (65.3)                           | 14.1 (57.4)                           | 22.6 (72.7)                           |
| Trung bình ngày °C (°F)                  | 8.8 (47.8)                            | 9.5 (49.1)                            | 11.7 (53.1)                           | 15.8 (60.4)                           | 20.8 (69.4)                           | 25.6 (78.1)                           | 28.0 (82.4)                           | 27.6 (81.7)                           | 23.6 (74.5)                           | 18.8 (65.8)                           | 14.1 (57.4)                           | 10.5 (50.9)                           | 17.9 (64.2)                           |
| Tối thiểu trung bình ngày °C (°F)        | 5.8 (42.4)                            | 6.1 (43.0)                            | 7.8 (46.0)                            | 11.3 (52.3)                           | 15.5 (59.9)                           | 20.0 (68.0)                           | 22.6 (72.7)                           | 22.5 (72.5)                           | 18.7 (65.7)                           | 14.8 (58.6)                           | 10.7 (51.3)                           | 7.7 (45.9)                            | 13.6 (56.5)                           |
| Thấp kỉ lục °C (°F)                      | −6.4 (20.5)                           | −5.0 (23.0)                           | −3.1 (26.4)                           | 0.6 (33.1)                            | 7.0 (44.6)                            | 10.0 (50.0)                           | 16.1 (61.0)                           | 15.2 (59.4)                           | 10.0 (50.0)                           | 5.3 (41.5)                            | −0.1 (31.8)                           | −4.0 (24.8)                           | −6.4 (20.5)                           |
| Lượng Giáng thủy trung bình mm (inches)  | 121.0 (4.76)                          | 101.8 (4.01)                          | 74.3 (2.93)                           | 47.0 (1.85)                           | 29.3 (1.15)                           | 8.3 (0.33)                            | 2.0 (0.08)                            | 2.2 (0.09)                            | 15.7 (0.62)                           | 44.3 (1.74)                           | 95.0 (3.74)                           | 144.1 (5.67)                          | 685.0 (26.97)                         |
| Số ngày giáng thủy trung bình            | 11.5                                  | 10.7                                  | 9.0                                   | 8.4                                   | 5.2                                   | 2.0                                   | 0.5                                   | 0.5                                   | 2.1                                   | 5.4                                   | 8.8                                   | 12.8                                  | 76.9                                  |
| Số giờ nắng trung bình tháng             | 130.2                                 | 141.3                                 | 192.2                                 | 222.0                                 | 294.5                                 | 342.0                                 | 375.1                                 | 356.5                                 | 300.0                                 | 226.3                                 | 159.0                                 | 124.0                                 | 2.863,1                               |
| Số giờ nắng trung bình ngày              | 4.2                                   | 5.0                                   | 6.2                                   | 7.4                                   | 9.5                                   | 11.4                                  | 12.1                                  | 11.5                                  | 10.0                                  | 7.3                                   | 5.3                                   | 4.0                                   | 7.8                                   |
| Nguồn: Cục Khí tượng Quốc gia Thổ Nhĩ Kỳ |                                       |                                       |                                       |                                       |                                       |                                       |                                       |                                       |                                       |                                       |                                       |                                       |                                       |